# داستان نوآر

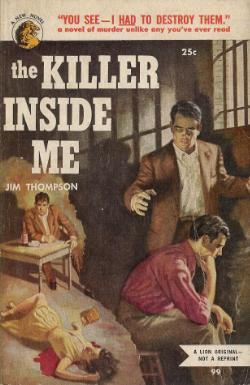
جلد کتاب قاتل درون من اثر جیم تامپسون، نمونه‌ای از داستان‌های نوآر.

داستان نوآر (انگلیسی: Noir fiction) گونه‌ای ادبی است که ارتباط زیادی با ژانر هاردبویلد دارد با این تفاوت که قهرمان داستان کارآگاه، قربانی، مظنون یا مجرم نیست. شخصیت رایج دیگر این گونه، قهرمانی خودساخته است. قهرمان تیپیکال داستان نوآر با نظام قانونی، سیاسی یا نظام‌های دیگر که فسادشان کمتر از فساد یک مجرم نیست، درگیر می‌شود؛ نظام‌هایی که قهرمان و دیگر افراد را قربانی می‌کند و به وضعیت باخت-باخت منتهی می‌شود.